# 장우람 (가수)
장우람 (1986년 2월 17일~)은 대한민국의 가수이다.

## 방송 출연
- 2014년 tvN 《퍼펙트 싱어 VS》
- 2014년 Mnet 《슈퍼스타 K6》
- 2015년 JTBC 《히든싱어 시즌4》 김연우 편 준우승

## 라디오
- 2016년 MBC 《박정아의 달빛낙원》 <달 캠프> 코너 고정출연

## 음반
- 2010년 Dream Tea Story Part 1 원스 《기억의 시간》
- 2010년 Dream Tea Story Part 2 원스 《Still Loving You》
- 2011년 Dream Tea Story Part 3 원스 《사랑이야》
- 2011년 2010 Familia 展 《사랑했던 추억마저》
- 2014년 《슈퍼스타 K6》 임도혁vs장우람 《야생화》
- 2015년 블루무드 《침묵 5분 50초》 (Duet)
- 2015년 《당신만이 내사랑》 OST Part 2 《가질수 없는 너》
- 2015년 《사랑하는 은동아》 OST Part 4 《널 그리다》
- 2015년 《잠깐만요》
- 2016년 《얼음꽃》
- 2016년 《마이 리틀 베이비》 OST Part 1 《마이 리틀 베이비》 (with 연규성)
- 2016년 《미녀 공심이》 OST Part 4 《연애세포》
- 2016년 《옛노래》
- 2017년 《매일 난 널》
- 2017년 《바래다 주는 길》
- 2018년 《우리가 만난 기적》 OST Part 4 《지금 너에게》
- 2019년 《회사 가기 싫어》 OST Part 5 《진짜 회사 가기 싫어》
- 2019년 《잠시라도》
- 2020년 《가두리횟집》 OST Part 1 《웃고 싶어》